# پارک‌وی (چهارراه)
پارک‌وی نام چهارراهی در شمال تهران است. این چهارراه در محل تقاطع خیابان ولیعصر و بزرگراه‌های چمران و مدرس قرار دارد. شمال پارک‌وی در محدودهٔ منطقه ۱ شهرداری و جنوبِ آن در محدوده یِ منطقه ۳ شهرداری قرار دارد.
پل پارک‌وی در جهت شرقی - غربی در این محل واقع شده‌است که بزرگراهٰهای چمران و مدرس را به یکدیگر متصل می‌کند. ورودی شرقی این پل به بزرگراه مدرس و ورودی غربی آن به بزرگراه چمران می‌رسد.